# Marianne Weber (zangeres)
Marianne Weber (Utrecht, 5 december 1955) is een Nederlands zangeres van het levenslied. Ze is bekend in Nederland en Vlaanderen.

## Biografie
Als kind was ze een groot fan van de Zangeres zonder Naam. Weber vormde aan het begin van de jaren negentig met Jan Verhoeven het Holland Duo. Ze brachten drie albums uit, waarvan de derde bekroond werd met een gouden plaat. Ze ging solo verder en in 1992 scoorde ze haar eerste hit met Ik weet dat er een ander is. Een andere hit uit die beginperiode was Schrijf me nooit geen mooie brieven meer.
Na enkele relatief goed verkopende albums nam Weber in 1997 een cd op met Frans Bauer. Het werd haar grootste succes tot dan toe; van de cd werden 300.000 exemplaren verkocht. De uitgebrachte single De regenboog werd voor beiden de eerste nummer 1-hit in de Nederlandse Top 40. In 2000 namen Weber en Bauer nogmaals een duettenalbum op (Wat ik zou willen), en in 2001 volgde een kerstalbum.
Sindsdien scoorde Weber nog regelmatig hits, met liedjes als De Italiaan, 'n Meisje huilt en Sneeuwwitte vredesduif, dat werd geproduceerd door Emile Hartkamp. In de zomer van 2007 stond haar album Tranen van geluk op de eerste plaats in de albumcharts.
Op 5 september 2008 was bij de TROS de eerste aflevering te zien van de reallifesoap Frans & Marianne. Hierin was de hernieuwde samenwerking tussen Bauer en Weber te zien. In december 2008 gaf het duo een eenmalige reeks concerten in Ahoy.
In juli 2021 hintte ze naar een afscheid als zangeres. Anderhalf jaar later, in november 2022, kondigde ze haar afscheid als zangeres aan.

## Privé
Weber was 13 jaar getrouwd en heeft twee zonen. In 1998 maakte Weber bekend dat zij biseksueel is. Ze had van eind jaren 1990 tot 2012 een relatie met Rita van 't Hof. Aan de Amadoresbaai op Gran Canaria heeft Weber een eet- en loungetent. In Shownieuws vertelde Marianne over haar intrek bij zanger en oud-zaalvoetballer John de Bever.